# Saint-Momelin

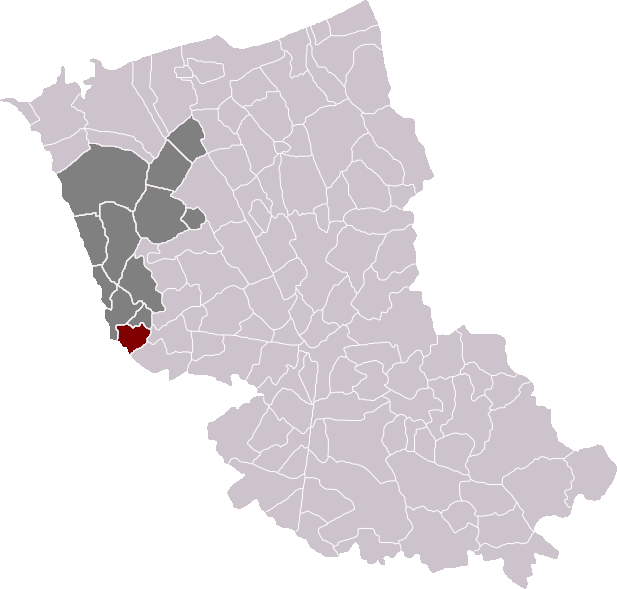
Localització de Saint-Momelin

Saint-Momelin (en neerlandès Sint-Momelijn, en flamenc occidental Oudmunster) és un municipi francès, situat a la regió dels Alts de França, al departament del Nord, que forma part de la Westhoek. L'any 2006 tenia 339 habitants.

## Galeria d'imatges

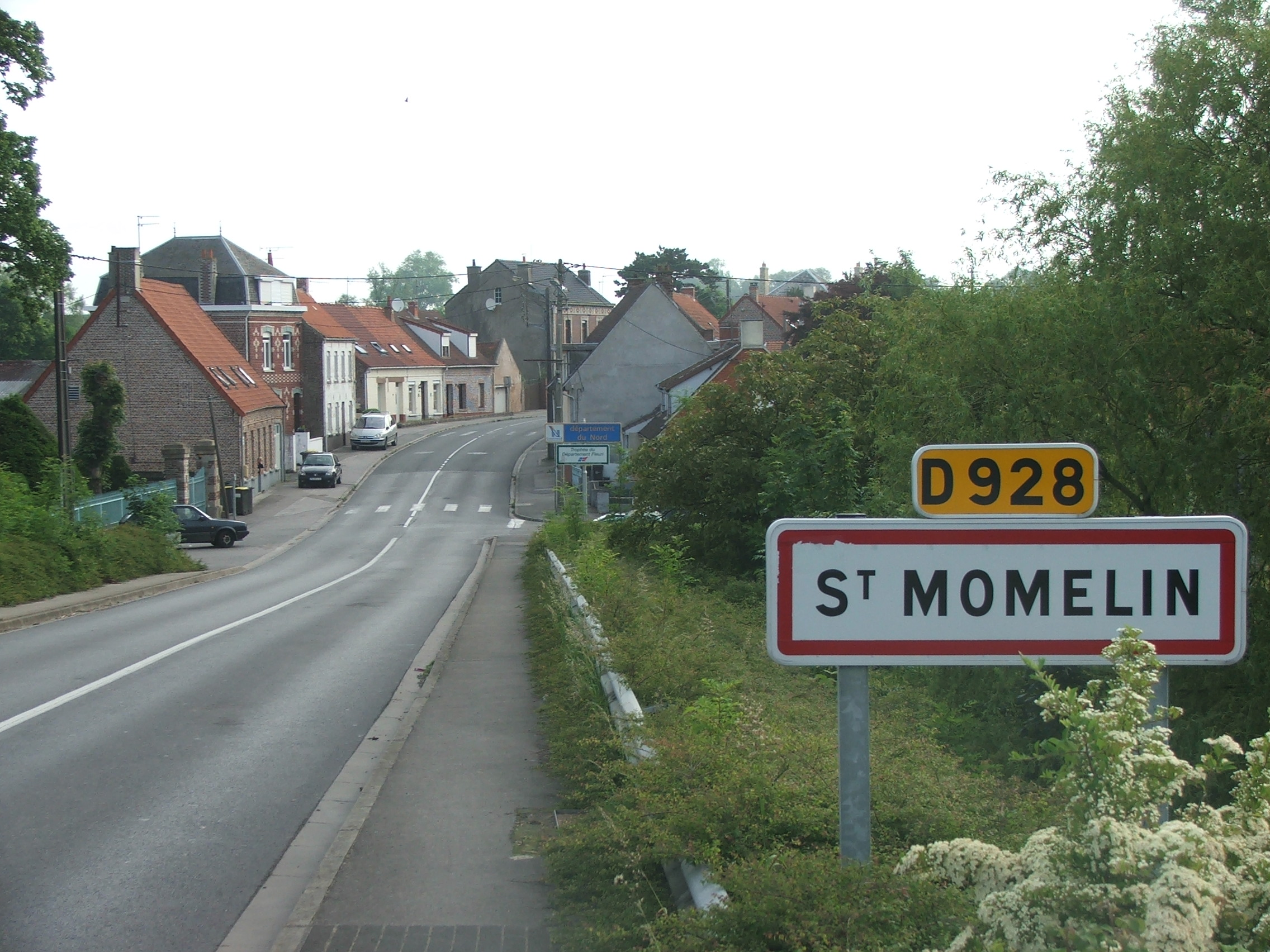
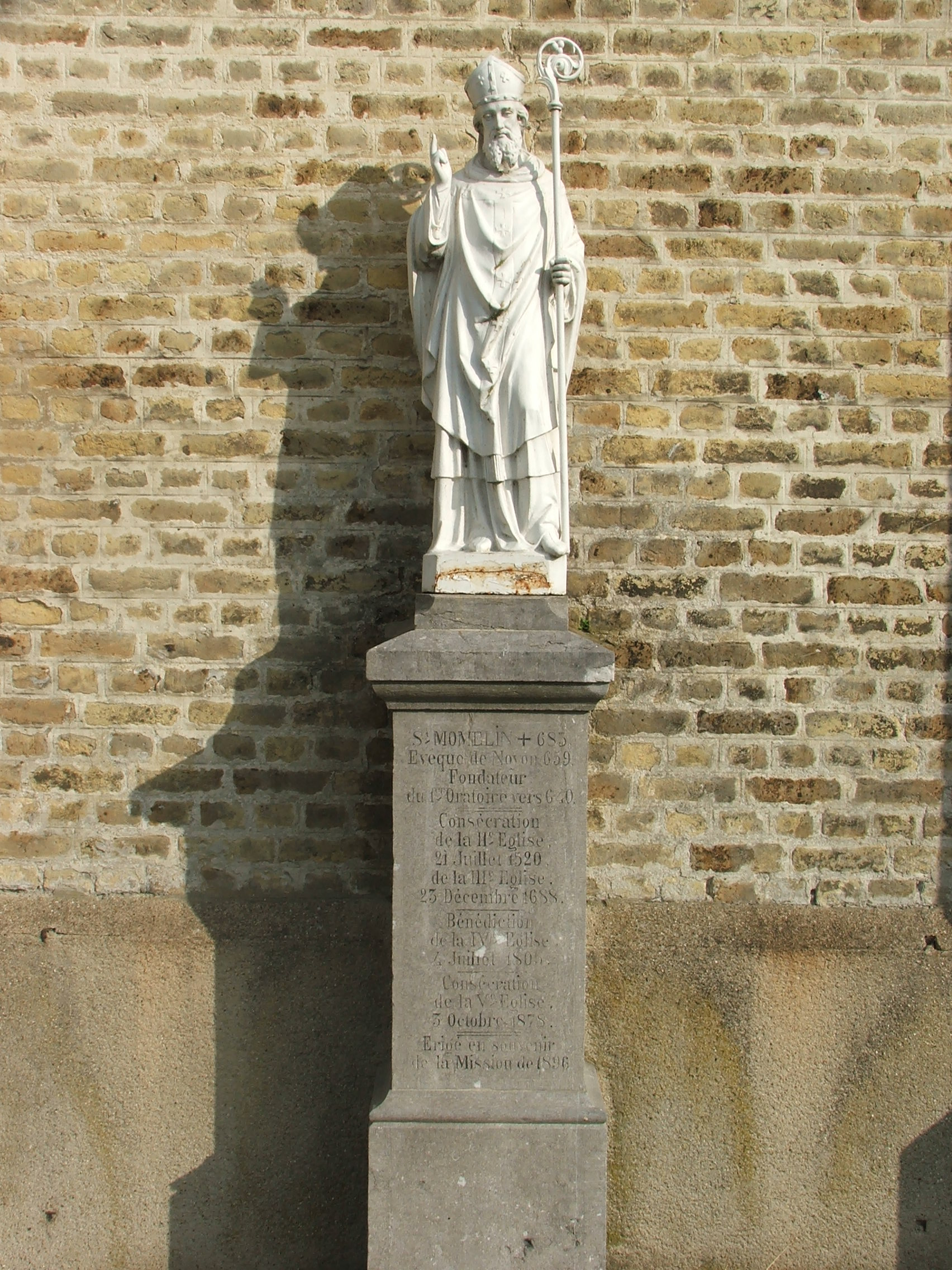
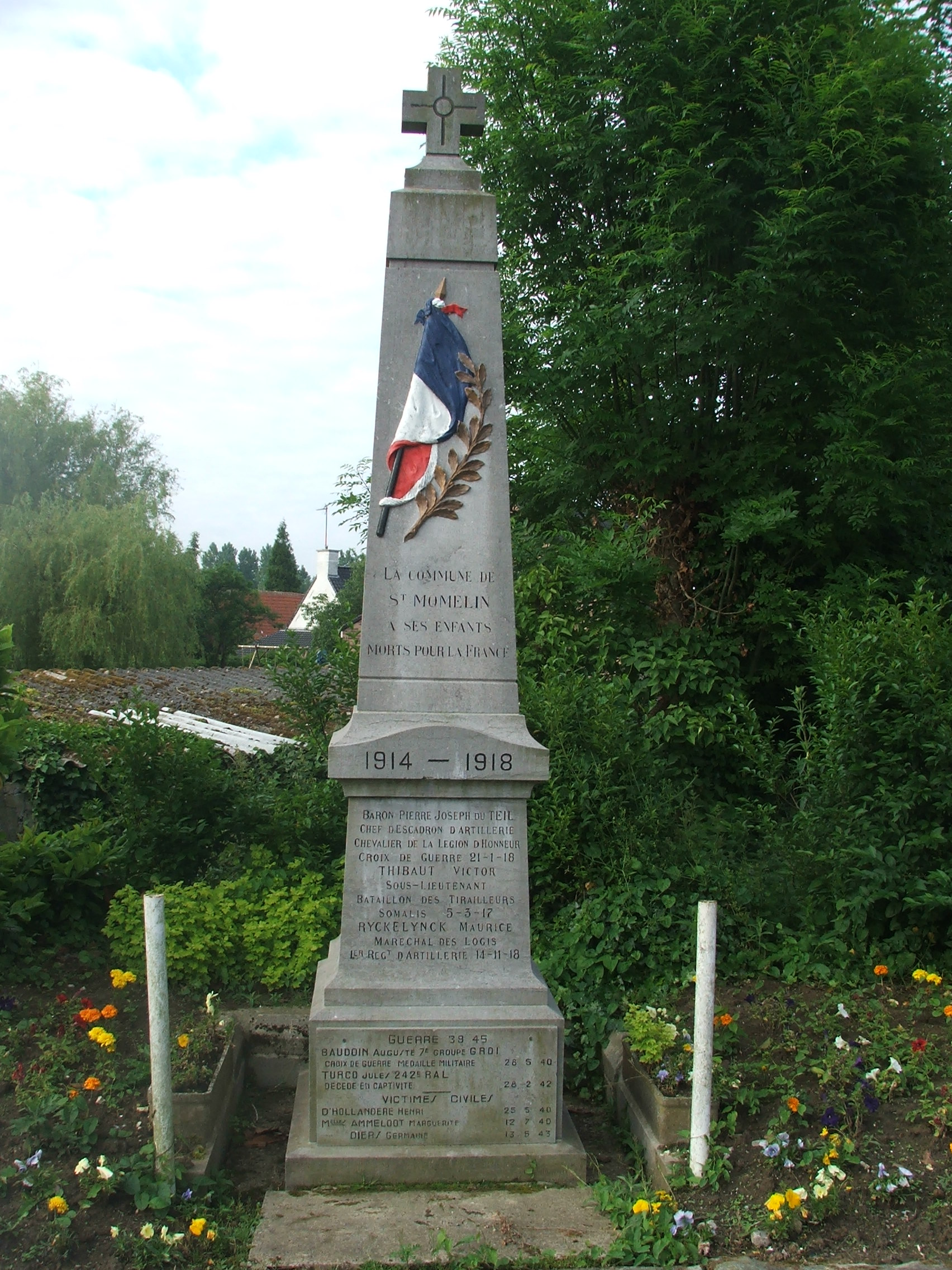

## Demografia
| 1962                                       | 1968 | 1975 | 1982 | 1990 | 1999 |
| ------------------------------------------ | ---- | ---- | ---- | ---- | ---- |
| 317                                        | 319  | 335  | 384  | 389  | 394  |
| Des de 1962: població sense dobles comptes |      |      |      |      |      |

## Administració
| Període | Identitat           | Partit |
| ------- | ------------------- | ------ |
| 2001-   | Jean-Pierre-Baudens |        |